# Das Mädl aus der Vorstadt
Das Mädl aus der Vorstadt oder Ehrlich währt am längsten ist eine Posse mit Gesang in 3 Acten von Johann Nestroy. Die Uraufführung fand am 24. November 1841 im Theater an der Wien als Benefizvorstellung für den Schauspieler Franz Gämmerler statt.

## Inhalt
Herr von Gigl will die Frau von Erbsenstein, die er einst verehrt hatte, nicht mehr heiraten, weil er sich in Thecla verliebt hat, und bittet Schnoferl um Hilfe. Dieser will aber auch einen Diebstahl aufklären, durch den Kauz angeblich um sein ganzes Vermögen gebracht wurde. Sein Geschäftsleiter, Herr Stimmer, wurde verdächtigt und ist seitdem spurlos verschwunden, Schnoferl glaubt aber an Stimmers Unschuld. Als er von einem gewissen Herrn Käfer spricht, der mehr zu wissen scheine, lenkt Kauz verlegen sofort ab:
„Is ein schlechter Mensch, dieser Käfer, sollen sich in nichts einlassen, ihm gar nicht nachforschen!“ (I. Act, 7.teScene)
Gerade als Gigl klagt, Thecla sei mit unbekannter Adresse verzogen, kommt eine herbestellte Stickerin, es ist ausgerechnet Thecla. Gigl beschwört sie, ihm ihre Adresse zu nennen, aber sie flüchtet. Gigl gesteht Frau von Erbsenstein seine Liebe zu Thecla und sinkt vor Aufregung ohnmächtig zusammen. Da gerade jetzt die zur Verlobung geladenen Gäste eintreffen, fällt Frau von Erbsenstein auch rasch in Ohnmacht, um der Schande zu entgehen.
Schnoferl: „Freylich! Freylich! Legn S’ Ihnen nur nieder, sie sind schon da!“(I. Act, 20.steScene)
Schnoferl bittet die in Liebesdingen nicht unerfahrenen Näherinnen bei Madame Storch, Gigl auf andere Gedanken zu bringen. Madame Storch klagt, sie werde von einem älteren Mann verfolgt – es ist Kauz! Beiläufig erwähnt Schnoferl, dass Herr Käfer gerade angekommen sei und er ihn morgen Vormittag aufsuchen wolle. Auch die zurückgezogen lebende neue Nachbarin kommt und Gigl erkennt seine Thecla. Da tritt plötzlich Frau von Erbsenstein herein und verrät, dass Thecla die Tochter des durchgegangenen Diebes Stimmer ist, der angeblich Kauz bestohlen hat. Thecla sinkt ohnmächtig zusammen.
Schnoferl: „Stimmerische, gib einen Laut von dir!“(II. Act, 20.steScene)
Kauz, der alle Nähmädeln in sein Landhaus eingeladen hat, kommt direkt von jenem Herrn Käfer, dem er einen Brief abgekauft und den er zur sofortigen Abreise genötigt hat. Man spielt Blindekuh, die Mädchen verstecken den Rock von Kauz, wobei seine Brieftasche herausfällt. Diese Brieftasche wandert über Sabine, Rosalie, Peppi und Gigl zu Schnoferl. Der entdeckt darin den Brief, der Stimmers Unschuld beweist, weil sich Kauz mit Hilfe Käfers selbst „beraubt“ hatte („Schaut's, der Herr von Kauz!“). Um Frau von Erbsenstein zu schonen, schwindelt Schnoferl aber, Kauz hätte das Geld damals nur verlegt und soeben wiedergefunden. Dafür nötigt er Kauz eine reichliche Entschädigung für Thecla und deren Vater ab. Frau von Erbsenstein aber reicht zum Dank Schnoferl die Hand, wie dieser es sich schon immer erträumt hatte:
„Ich hab einen, wie ich glaub Ihnen angenehmeren Lohn bey der Hand – die Hand selbst, wenn Sie s’ wollen!“ (III. Act, 20.steScene)

## Werksgeschichte

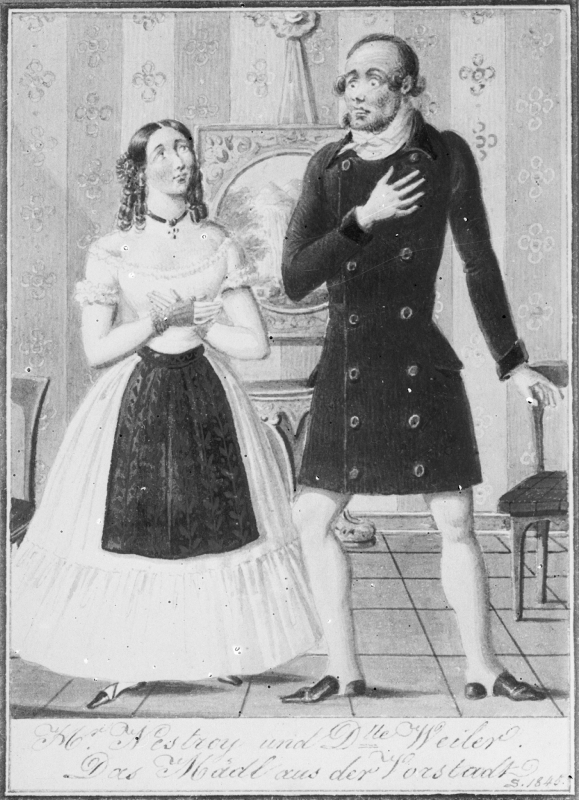
Nestroy zusammen mit Maria Weiler, Aquarell von Johann Christian Schöller

Nestroys Vorbild war die Comèdie-Vaudeville La Jolie Fille du Faubourg (Das schöne Mädchen aus der Vorstadt) von Charles Varin und Paul de Kock (nach dem gleichnamigen Roman dieses Autors), die am 13. Juli 1840 am Théâtre du Vaudeville von Paris uraufgeführt wurde.
Obwohl Nestroy im Herbst 1841 schwer erkrankt war und erst im Oktober wieder die Wohnung verlassen durfte, arbeitete er eifrig an dem neuen Stück. Es gleicht dem Ablauf des Vaudevilles zwar in der Handlung, wurde von Nestroy jedoch der bodenständigen Form der Wiener Posse angepasst. Das immer wieder durch teils unglaubliche Zufälle weitergeführte Spiel ironisierte der Dichter selber, wenn er Schnoferl sagen lässt:
„Ah ich sag's, der Zufall muß ein b'soffener Kutscher sein – wie der die Leut' z'sammführt, 's is stark!“ (II. Act, 15.teScene)
Johann Nestroy spielte den Schnoferl, Direktor Carl Carl den Spekulanten Kauz, Alois Grois den Pfaidler Knöpfel, der Benefiziant Franz Gämmerler den Commis, Nestroys Nichte (die Tochter seiner ebenfalls schauspielernden Schwester Maria Franziska [1803–1866]), die auf dem Theaterzettel als Dlle. Nestroy angekündigt wurde, die Thecla, seine Lebensgefährtin Marie Weiler die Näherin Rosalie, Eleonore Condorussi die Näherin Sabine.
Eine unvollständige Originalhandschrift Nestroys mit dem Titel Das Mädl. [Zusatz von fremder Hand: aus der Vorstadt] Posse mit Gesang in 3 Acten ist erhalten. Es fehlen zwei Bogen, auch ist Knöpfl noch nicht vorhanden, den Nestroy erst kurz vor der Premiere eingefügt hatte, um für seinen Kollegen Alois Grois eine Rolle zu schaffen; auch das Quodlibet zwischen Schnoferl und Rosalie „Singen kann der Mensch auf unzählige Arten“ (II. Act, 11.te Act) fehlt noch. Dieses damals sehr beliebte Duett wurde – wie es offenbar öfters geschah – nach einem Bericht in der Wiener Theaterzeitung bei einem musikalisch-deklamatorischen Abend am 20. Juni 1844 von Nestroy und Marie Weiler im Kostüm vorgetragen.
Das Fragment einer eigenhändigen Übersetzung des Originals durch Nestroy ist ebenfalls erhalten geblieben. Die Originalpartitur von Adolf Müller enthält alle Couplets, den Schlusschor und das obengenannte Quodlibet, allerdings ohne die vollständigen Texte.

## Zeitgenössische Rezeption
Das Mädl aus der Vorstadt war einer der größten Publikumserfolge Nestroys und brachte es bis 1862 auf 81 Aufführungen.
In der Wiener Theaterzeitung von Adolf Bäuerle, Nestroy stets gut gesonnen, vom 26. November 1841 (Nr. 283, S. 1238) stand:
„Die Aufnahme dieser Novität war von Seite des Publikums enthusiastisch. Herr Nestroy hatte die Freude, von den unzähligen Bonmots, Wortspielen, Witzraketen, satirischen Leuchtkugeln auch nicht ein Körnchen auf unfruchtbaren Boden gesät zu haben.“
Der Sammler berichtete am 27. November über die großen Erwartungen, die das neue Stück hervorgerufen hätten, urteilte jedoch nicht sehr freundlich, vor allem darüber, dass der Dichter – wieder einmal – ein schwaches französisches Werk als Vorlage genommen habe:
„Gesetzt den Fall, das Stück hätte wirklich nicht Herrn Nestroy, sondern Herrn X oder Y oder Z zum Verfasser, so würde man über die Schwächen desselben vermutlich anders räsoniert haben. […] In der Tat, es ist traurig! Bietet denn eine so schöne, große, herrliche Stadt wie Wien mit seinem regen Volksleben und Treiben nicht tausend und aber tausend Stoffe zu einer Original-Lokalposse dar? Warum sucht Herr Nestroy nicht diese Stoffe auf?“
Verständnisvoller war die Kritik der Wiener Zeitschrift, ebenfalls vom 27. November, wo die positive Reaktion des Publikums als letztlich entscheidendes Kriterium angesehen wurde. Moritz Gottlieb Saphir rezensierte in seinem Der Humorist mit einem überlangen spöttischen Elaborat, das sich weniger mit dem Stück, als mit Saphirs Unfehlbarkeit beschäftigte. Der Wanderer (26. November) spendete uneingeschränktes Lob; nahezu deutschnational war die Kritik der Morgenblätter, die das Verwenden einer „französischen Vorlage“ als „undeutsch“ bezeichnete – eine Kritik, die Nestroy immer wieder zu hören bekommen sollte.

## Spätere Interpretation

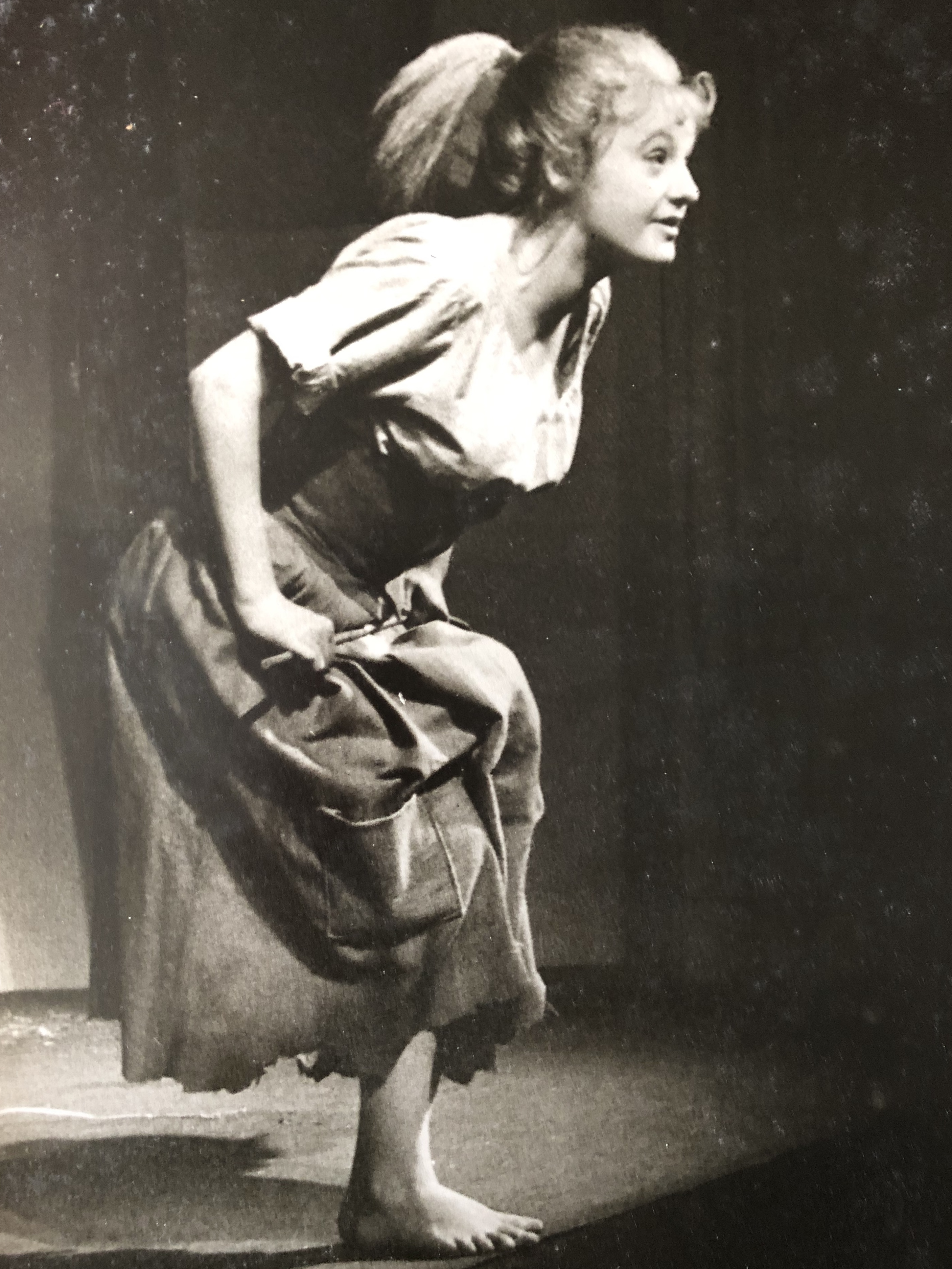
Momentaufnahme aus Das Mädel aus der Vorstadt, Foto: Fred Erismann

Otto Rommel schreibt, Nestroy habe trotz der augenscheinlichen Unwahrscheinlichkeiten der Vorlage die Handlung beibehalten. Seine Vorstadtmädl – die Näherinnen – hätten nichts mehr mit den Pariser Grisetten zu tun, aber auch noch nichts mit den „süßen Mädeln“ seiner späteren Werke. Die elegante Pariser Welt werde von ihm in biedere Wiener Bürgerverhältnisse umgeschrieben. Gelungen sei die Umsetzung des eleganten, weltläufigen Advokaten Eugen Durozel in den Agenten Schnoferl, also des witzigen, feinen und edlen Charakters mit aufopfernder Resignation in eine traditionelle Figur des Alt-Wiener Volkstheaters, des „Faktotums“, des Vermittlers, meist als Zeichen seiner unbedeutenden gesellschaftlichen Position mit einem Verkleinerungsnamen – Schnoferl – gekennzeichnet. Diese Personen spazieren durch das Stück, wissen alles, bekümmern sich um alles, wie es später auch Kampl war. Das ätzende im Nestroyschen Witz werde durch Herzensgüte gemildert.
Bei Fritz Brukner und Otto Rommel wird ebenfalls die Veränderung des leichtlebigen Pariser Milieus auf die Wiener Vorstadtszenerie betont. Wenn im Vaudeville die Grisetten fröhlich durch das Leben flattern, so seien Nestroys Näherinnen realistischer gezeichnet, die kleinen Bosheiten der Pariserinnen erhielten nun eine gewisse Bissigkeit. Die Umsetzung der anderen Rollen von liebenswürdiger, aber glatter Eleganz des Originals in resche Wiener Typen sei dem Dichter dagegen viel besser gelungen.
Franz H. Mautner stellt fest, Nestroy habe aus den blassen Typen des Originals völlig andere Charaktere gemacht, aus der glatten, einförmigen Sprache einen wortbewussten Dialog. Über Schnoferl schreibt er: „Armselig an Erscheinung, schüchtern und erfolglos mit Frauen, innerlich jedoch überlegen all den fragwürdigen Gestalten an Geist, Witz und Güte, ist er eine der liebenswertesten Rollen Nestroys.“ (Zitat) Der Witz sei zwar nicht mehr ganz so blendend, wie im Talisman, aber die Dialogform sei gewachsen, was auch das Publikum enthusiastisch gewürdigt habe.
Helmut Ahrens sieht in Nestroys Stück die Vermischung einer Kriminalhandlung mit einer Liebesgeschichte, ohne dass er einen der beiden Handlungsfäden besonders ernst nehme. Aus den Pariser Großstadtmenschen würden Bürger der Vorstadt, Hausmeisterin, Bürstenbinderin, Brotsitzerin, wodurch einiges an Pariser Charme und Leichtlebigkeit verloren gehe. Köstlich sei die Figur des Schnoferl, die er mit überlegener Herzensgüte ausstatte.
Ernst Fischer beschäftigt sich mit Nestroys Übersetzungsarbeit und stellt bei seinem Vergleich mit der französischen Vorlage fest, dass Nestroy
„[…] den grauen Rohstoff durch Dialog, Sprache, Wort zum Kunstwerk macht, durch Knappheit hier, Bereicherung dort an einer Bagatelle das Wunder des Mangobaums vollzieht.“

## Text
- Das Mädl aus der Vorstadt – Der gesamte Text online im Projekt Gutenberg-DE